# Asian 5 Nations 2008
El Asian 5 Nations de 2008 fue la 21.ª edición del principal torneo asiático de rugby.

## Equipos participantes
- Selección de rugby de Corea del Sur
- Selección de rugby del Golfo Pérsico
- Selección de rugby de Hong Kong (Dragones)
- Selección de rugby de Japón (Brave Blossoms)
- Selección de rugby de Kazajistán

## Posiciones
| Pos. | Equipo        | Encuentros | Encuentros | Encuentros | Encuentros | Tantos  | Tantos    | Tantos     | Puntos Bonus | Puntos Totales |
| Pos. | Equipo        | jugados    | ganados    | empatados  | perdidos   | a favor | en contra | diferencia | Puntos Bonus | Puntos Totales |
| ---- | ------------- | ---------- | ---------- | ---------- | ---------- | ------- | --------- | ---------- | ------------ | -------------- |
| 1    | Japón         | 4          | 4          | 0          | 0          | 310     | 58        | +252       | 4            | 24             |
| 2    | Corea del Sur | 4          | 3          | 0          | 1          | 150     | 104       | +46        | 3            | 18             |
| 3    | Hong Kong     | 4          | 2          | 0          | 2          | 96      | 154       | -58        | 1            | 11             |
| 4    | Kazajistán    | 4          | 1          | 0          | 3          | 100     | 172       | -72        | 2            | 7              |
| 5    | Golfo Pérsico | 4          | 0          | 0          | 4          | 65      | 233       | -139       | 1            | 1              |

Nota: Se otorgan 5 puntos al equipo que gane un partido, 3 al que empate y 0 al que pierda
Puntos Bonus: 1 punto por convertir 4 tries o más en un partido y 1 al equipo que pierda por no más de 7 tantos de diferencia

## Resultados

### Primera fecha
| 26 de abril | Corea del Sur | 17 - 38 | Japón |  |  |

| 26 de abril | Golfo Pérsico | 12 - 20 | Hong Kong |  |  |

### Segunda fecha
| 3 de mayo | Japón | 114 - 6 | Golfo Pérsico |  |  |

| 3 de mayo | Hong Kong | 23 - 17 | Kazajistán |  |  |

### Tercera fecha
| 9 de mayo | Golfo Pérsico | 20 - 43 | Corea del Sur |  |  |

| 8 de mayo | Kazajistán | 6 - 82 | Japón |  |  |

### Cuarta fecha
| 18 de mayo | Japón | 75 - 29 | Hong Kong |  |  |

| 18 de mayo | Corea del Sur | 40 - 21 | Kazajistán |  |  |

### Quinta fecha
| 24 de mayo | Kazajistán | 56 - 27 | Golfo Pérsico |  |  |

| 24 de mayo | Hong Kong | 24 - 50 | Corea del Sur |  |  |

| Bandera de Japón    |
| Campeón Japón       |
| Décimo sexto título |